# Scala Vickers

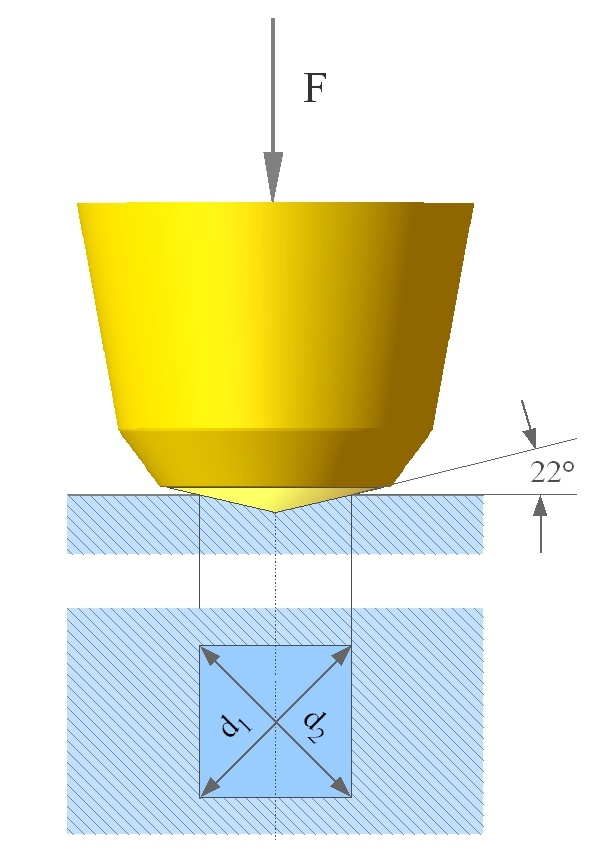
Schema semplificato della prova di durezza Vickers

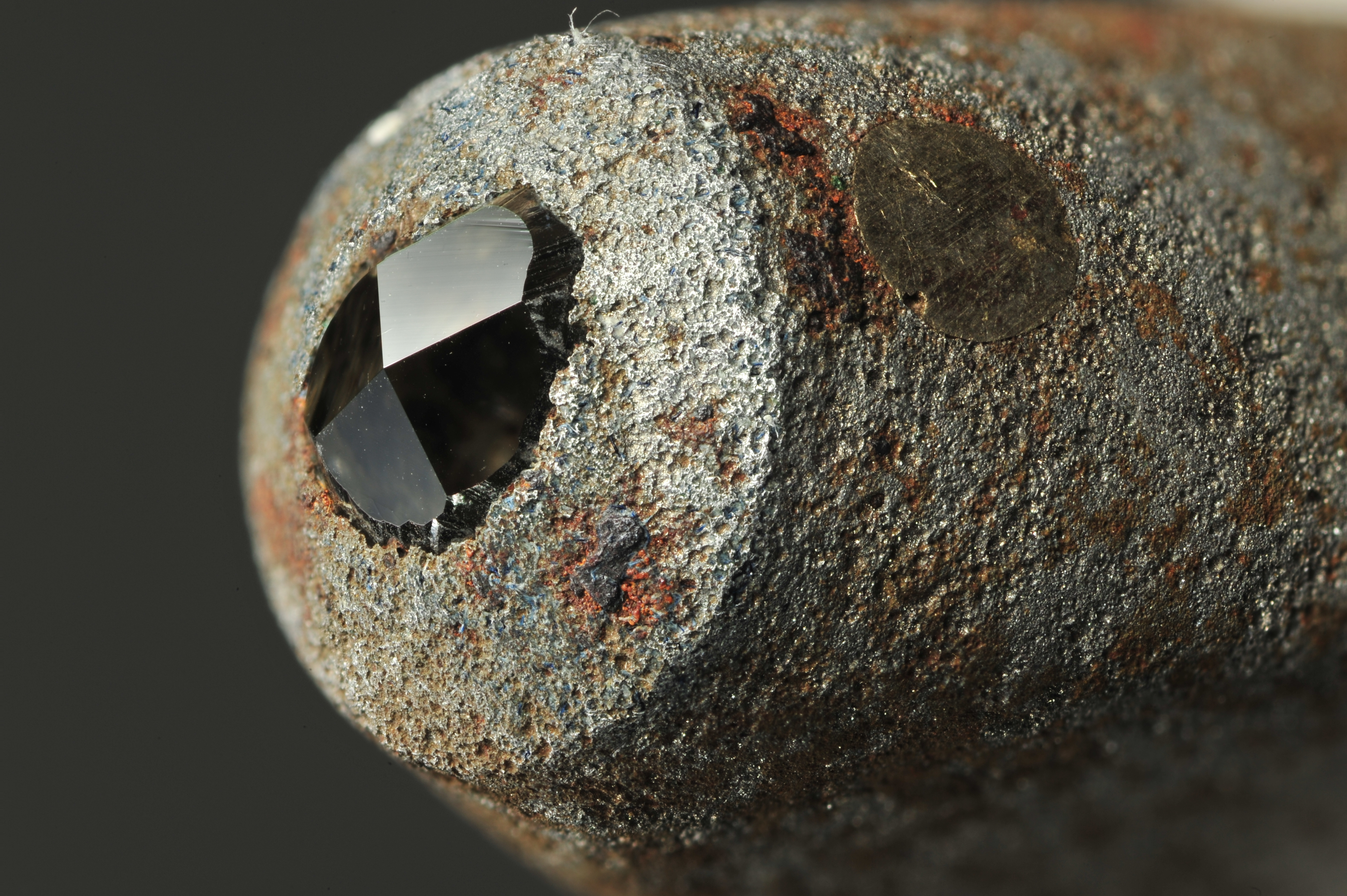
Diamante indentatore per prove Vickers.

La scala Vickers è una scala di valori ottenuta dalla prova di durezza Vickers. I risultati ottenuti sono generalmente equiparabili, con la dovuta approssimazione, ai valori in scala Brinell (vedi la tabella comparativa alla voce scala di Brinell). È stata proposta nel 1924 dagli inglesi Sandland e Smith, ricercatori della società britannica Vickers Ltd.

## Descrizione
Nella prova Vickers il penetratore di diamante è costituito da una piramide retta a base quadrata con un angolo di θ=136°.
Quello che si misura è il rapporto fra il carico applicato e la superficie dell'impronta. Poiché l'impronta ricalca la piramide a base quadrata del penetratore, la sua superficie si calcola come {\displaystyle d^{2}/2sin(\theta /2)} ovvero {\displaystyle d^{2}/2sin(136/2)} dove d è il valore medio di valori delle due diagonali misurate sotto microscopio. Le unità di misura della scala Vickers sono quindi quelle di una pressione ovvero di un carico (in kgf o in newton) su una superficie, misurata in mm².
Il carico applicato varia da 1kgf a 120kgf.
Analogamente a quanto accade per la scala di Brinell, si indica il valore di durezza ottenuto, seguito dalla sigla normalizzata dal sistema ISO HV.
Esempi:
- 350 HV 30: designazione sintetica. Valore di durezza 350, con 30 kg (294,2 newton) di carico applicato;
- 350 HV 30/20: designazione estesa. È equivalente alla precedente, ma più esaustiva, perché indica anche il tempo di applicazione del carico in secondi.

Valori indicativi di durezza Vickers di alcuni materiali
| Materiale             | Durezza Vickers |
| --------------------- | --------------- |
| Oro                   | 22              |
| Argento               | 24              |
| Ferro                 | 30 - 80         |
| Platino               | 41              |
| Rame ricotto          | 47              |
| Ghisa malleabilizzata | 120 - 260       |
| Ghisa sferoidale      | 145 - 280       |
| Acciaio comune        | 120 - 160       |
| Acciaio al carbonio   | 55 - 120        |
| Acciaio inox          | 140 - 180       |
| Acciaio per utensili  | 690 - 840       |
| Acciaio nitrurato     | 900 - 1160      |
| Bronzo al berillio    | 150 - 440       |
| Iridio                | 220             |
| Osmio                 | 350             |
| Boro                  | 2.500           |
| Diamante              | 8.400           |
Per esprimere il valore della durezza Vickers HV in unità SI occorre indicare il carico in newton.
- Per ottenere il valore in megapascal usare la formula: HV x 9,807 = MPa
- Per ottenere il valore in gigapascal usare la formula: HV x 0,009807 = GPa

Vantaggi: l'inclinazione delle facce è costante; si usano anche carichi piccoli per fare misure di durezza ravvicinate, precisione della misurazione. La scala è unica per tutti i materiali. Grazie al penetratore in diamante è possibile eseguire la prova su materiali di elevata durezza a differenza della prova Brinell che possiede un valore massimo di 500HB.
Svantaggi: costosa, notevole perdita di tempo nella lettura delle impronte che si può fare solo al microscopio.